# Licence de gestion
La licence de gestion est un diplôme national de l'enseignement supérieur français de premier cycle universitaire. L’obtention de cette licence permet la poursuite d’études universitaires vers le grade de master ou l’insertion dans la vie professionnelle.

## Présentation
La licence est d'une durée de six semestres. Des enseignements fondamentaux sont dispensés dans les disciplines générales inhérentes à la mention de la licence, ainsi que d’autres disciplines (langues vivantes, sport…) en complément afin d'éviter un cloisonnement.
Cette formation comprend également des travaux dirigés (TD) à choisir parmi ses enseignements fondamentaux (deux à trois TD suivant les universités).
Elle représente un minimum de 1 500 heures de cours sur 3 ans, avec ou sans stage. En plus des enseignements disciplinaires, la licence assure une formation linguistique, transversale (expression écrite et orale, exploitation des ressources documentaires, maniement des outils numériques…) et pré-professionnelle (connaissances des métiers, projet professionnel).
Concrètement, le diplôme s’obtient par acquisition de chaque unité d’enseignement (UE) du programme, ou par application des modalités de compensation. Les notes au sein d’un semestre se compensent en effet, ainsi que les notes au sein d'une même année (règle de la moyenne générale pondérée). Il n’y a pas de notes éliminatoires, et le contrôle des connaissances (le contrôle continu est l’objet d’une application prioritaire, mais les examens terminaux sont tolérés) est organisé en deux sessions (initiale et « de rattrapage »). L’unité d’enseignement est définitivement acquise et capitalisable dès que la moyenne y est obtenue.
Les modalités de progression d’un semestre à l’autre ne sont pas précisées dans l’arrêté. Les années sont couramment appelées « L1 », « L2 » et « L3 ». Les crédits européens (système ECTS) sont délivrés à chaque fois que les UE sont acquises. Chaque semestre acquis vaut 30 ECTS ; chaque élément constitutif d'une unité d'enseignement, dont la valeur en crédits est également fixée, est également capitalisable. La licence vaut 180 crédits. Quand le diplôme est remis, il est accompagné par une « annexe descriptive » des enseignements suivis.

## Parcours L3 comptabilité, contrôle, audit
La licence mention ou spécialité « Comptabilité Contrôle Audit » (CCA) ou Management comptable et financier ou finance (MCF) remplace, depuis la réforme LMD, la première année de Maîtrise de Sciences et Techniques Comptables et Financières (MSTCF). Elle est prolongée d’une entrée dans le Master professionnel mention "Comptabilité Contrôle Audit" (CCA). Elle n’est dispensée que dans les Universités françaises et aucune école privée n’est habilitée à proposer le diplôme. 

### Admissions
L'accès à la licence CCA se fait, soit en première année, soit plus généralement en 3ème année (on parle alors de licence 3 CCA). Elle est alors conditionnée par l'obtention d’un Bac+2  mention économie ou gestion, DUT, BTS, Classes préparatoires, etc. Après obtention de ce bac+2, il faut réussir les épreuves d'admissibilité et d'admission du concours d'entrée spécifique à cette licence 3 lorsqu’elle est dispensée dans un IAE (Institut d’Administration des Entreprises), un score IAE-message (SIM).
L'institut d'Administration des Entreprises (IAE) de l'Université Toulouse 1 Capitole offre cette formation universitaire en trois ans dès la première année. De même, la Faculté d'Economie et de Gestion d'Aix-Marseille Université permet aux étudiants de s'inscrire en licence gestion parcours MCF. L’université Côte d’Azur offre cette licence à partir de la 3ème année (L3 CCA IAE de Nice). C’est également le cas de l’IAE de Lyon.

### Objectifs
La Licence CCA permet d’intégrer le Master Comptabilité Contrôle Audit (CCA) qui est un diplôme de troisième cycle universitaire (bac+5) se préparant en deux années. Il s'agit d'un des deux diplômes de référence dans la formation universitaire menant à l'expertise comptable et au commissariat aux comptes, l'autre diplôme étant le DSCG (Diplôme Supérieur de Comptabilité et de Gestion). Le Master CCA permet d'ailleurs d'obtenir plusieurs dispenses d'épreuves du DSCG. Ces deux diplômes sont réalisés en étroite collaboration avec ces milieux professionnels.La Licence Comptabilité Contrôle Audit (CCA) ou MCF ouvre la voie des études universitaires permettant d'accéder à la profession d'expert-comptable et de commissaire aux comptes et, plus généralement, à l'ensemble des métiers du chiffre entendus au sens large : comptabilité, audit, finance et contrôle. Le programme des enseignements correspond celui du niveau « Licence » générale des examens d'État. À noter que la licence CCA ou MCF diffère par son contenu du Diplôme de comptabilité et de gestion (DCG) et à ce titre n'en est pas une équivalence. Les étudiants ayant validé leur Licence sont après examen de leur dossier généralement admis en Master Comptabilité Contrôle Audit (CCA). L'ensemble de ces 3 années de formation (Licence CCA  ou MCF+ Master 1-CCA + Master 2-CCA) constitue le cursus universitaire d'accès à l'expertise comptable et au commissariat aux comptes. Il remplace l'ancien cursus « MSTCF ». Le Master Comptabilité Contrôle Audit (CCA) est le diplôme offrant 18 sur 20 dispenses aux examens d'État d'expertise comptable du DCG et DSCG (sauf UE1 et UE4).
La Licence CCA ou MCF, en tant que voie d'accès normale du master CCA, est soutenue par les professionnels qui interviennent dans les cours et permettent de multiplier les contacts et les échanges. Ainsi, chaque année, les étudiants du master et de la licence CCA ou MCF peuvent être invités, selon leur établissement d'appartenance, dans diverses réunions organisées par les instances professionnelles. Certains établissements organisent des forums, des conférences, job dating, ou des rencontres autour de la filière réunissant de nombreux intervenants afin de promouvoir la filière et de faciliter l'obtention de stages et d'emplois. Les cours reçus et l'expérience professionnelle obtenue au cours des stages en cabinet d'audit ou en entreprise sont reconnus par les professionnels de la comptabilité, et les étudiants issus des masters CCA arrivent à trouver un premier emploi en CDI au cours de leur formation ou avec un temps d'attente très court, 50 à 70 % des élèves ayant une proposition d'emploi avant de terminer le cursus, et certaines formations affichent même un taux d'emploi de 99 % au bout d'un mois.

## Conditions d'admission
- Tous les baccalauréats sont admis.
- Le diplôme d'accès aux études universitaires (DAEU).

## Orientation en Master
Le code de l'éducation fixe une liste des compatibilités des diplômes nationaux de licence avec les diplômes nationaux de master. Les recteurs d'académies et les universités s'appuient sur cette liste pour donner une admission aux étudiants souhaitant poursuivre leurs études.
| Diplôme national de licence | Liste des diplômes nationaux de masters compatibles                            |
| --------------------------- | ------------------------------------------------------------------------------ |
| Gestion.                    | Comptabilité - contrôle - audit.                                               |
| Gestion.                    | Contrôle de gestion et audit organisationnel.                                  |
| Gestion.                    | Entrepreneuriat et management de projets.                                      |
| Gestion.                    | Finance.                                                                       |
| Gestion.                    | Marketing, vente.                                                              |
| Gestion.                    | Management.                                                                    |
| Gestion.                    | Management de l'innovation.                                                    |
| Gestion.                    | Management des PME-PMI.                                                        |
| Gestion.                    | Management et administration des entreprises.                                  |
| Gestion.                    | Management et commerce international.                                          |
| Gestion.                    | Management public.                                                             |
| Gestion.                    | Management stratégique.                                                        |
| Gestion.                    | Monnaie, banque, finance, assurance.                                           |
| Gestion.                    | Gestion de l'environnement.                                                    |
| Gestion.                    | Gestion de patrimoine.                                                         |
| Gestion.                    | Gestion de production, logistique, achats.                                     |
| Gestion.                    | Gestion des ressources humaines.                                               |
| Gestion.                    | Politiques publiques.                                                          |
| Gestion.                    | Management des systèmes d'information.                                         |
| Gestion.                    | Management sectoriel.                                                          |
| Gestion.                    | Tourisme.                                                                      |
| Gestion.                    | STAPS : management du sport.                                                   |
| Gestion.                    | Métiers de l'enseignement, de l'éducation et de la formation (MEEF), 2e degré. |